# Rhotala valdiviana
Rhotala valdiviana är en insektsart som beskrevs av Ronald Gordon Fennah 1965. Rhotala valdiviana ingår i släktet Rhotala och familjen vedstritar. Inga underarter finns listade i Catalogue of Life.